# Gara Bruxelles-Sud

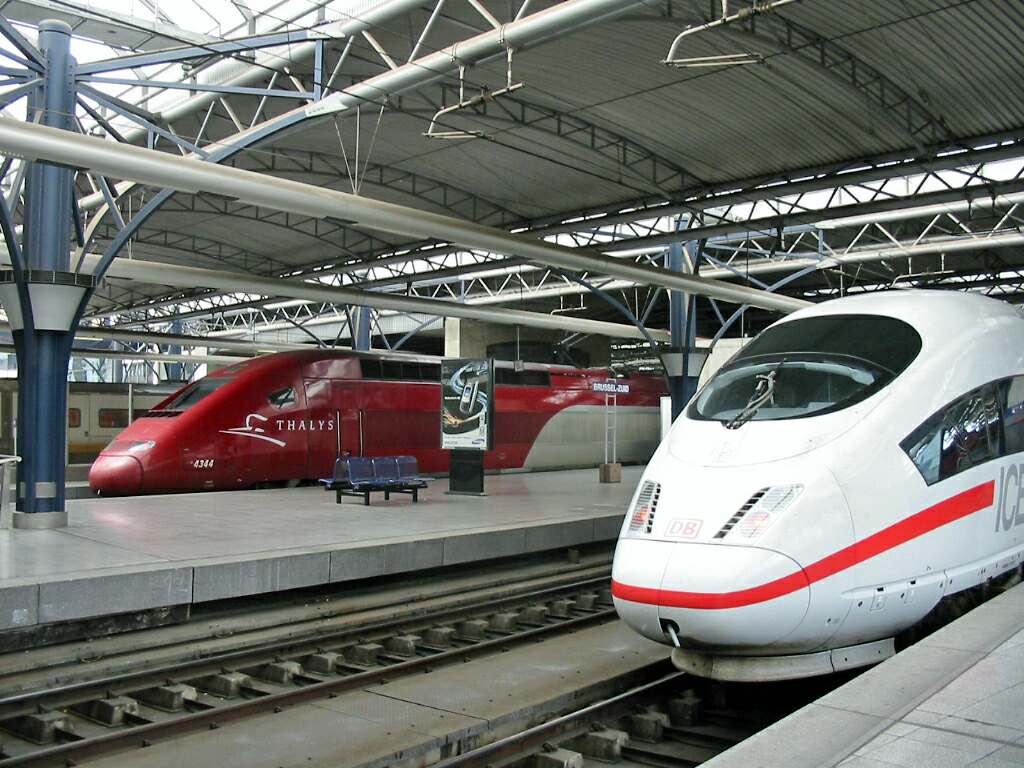
Trenuri ICE si Thalys

Gara de Sud (în franceză gare du Midi, în neerlandeză Zuidstation) este cea mai mare gară din Bruxelles și din Belgia. Gara este deservită de numeroase trenuri interne și internaționale, și permite corespondențe cu metroul, tramvaiele și liniile de transport în comun din Bruxelles ale societății STIB precum și cu liniile inter-urbane ale societăților de transport în comun TEC și De Lijn. Până la inaugurarea joncțiunii nord-sud, ce permite legături directe cu gara Bruxelles-Nord printr-un tunel ce traversează centrul orașului Bruxelles, gara de Sud era o gară terminus. Din 1952, de la inaugurarea acestei legături, gara a devenit o gară de tranzit.

## Istoric
Prima gară de Sud din Bruxelles a fost deschisă odată cu inaugurarea liniei dintre Bruxelles și Mons în 1839. Ea era situată în apropierea centrului orașului, trenurile ajungând la ea de-a lungul unui bulevard. Succesul noului mod de transport este uriaș, astfel că rețeaua de căi ferate belgiene se extinde rapid, iar în anii 1860 se decide extinderea gării de Sud, clădirea existentă ajungând la saturație. Datorită lipsei de spațiu, noua gară este construită spre periferie, la aproximativ 1 km la sud pe teritoriul comunei Saint-Gilles. Noua gară monumentală este inaugurată în anul 1869, fiind opera arhitectului Auguste Payen. Aceasta devine un pol de dezvoltare al cartierului, și a existat până la sfârșitul celui de al doilea război mondial. Noua gară este inaugurată în 1949, fiind o gară sobră și funcțională. Sala ghișeelor este situată la parter, iar peroanele sunt situate la nivelul superior. Acestea sunt continuate spre nord cu un pod metalic ce face legătura cu tunelul ce traversează orașul. În anii 1990 gara este modernizată, căpătând aspectul actual. Extinderea este necesară datorită construirii unei zone dedicate trenurilor de mare viteză. Cartierul este modificat, fiind construite o serie de imobile de birouri și administrative moderne.
Din 1988 gara este deservită de Linia 2 a metroului bruxellez. Stația a fost reconfigurată în 1993, odată cu modernizarea rețelei de tramvai rapid (premetrou), aceasta fiind situată pe două nivele subterane, fiecare nivel fiind deservit de o linie de metrou și o linie de tramvai. 

## Deservire
- Trenuri internaționale, majoritatea fiind trenuri de mare viteză:
  - Thalys spre :
    - Franța: Paris (Gare du Nord), precum și sezonier spre  Bourg-Saint-Maurice sau Marsilia
    - alte orașe din Belgia: Liège și Anvers
    - Olanda: Rotterdam, Amsterdam
    - Germania: Aachen, Köln Hauptbahnhof,

  - Eurostar spre Lille, Ebbsfleet International și Gara Saint Pancras, Londra
  - ICE spre Liège, Aachen, Köln Hbf. și Frankfurt am Main Hbf.
  - TGV spre sudul Franței: Bordeaux, Lyon, Marsilia, Gara Montpellier-Saint-Roch, Nisa, Perpignan, Toulon, Toulouse via Roissy CDG și Marne-la-Vallée - Chessy (Disneyland Resort Paris).
  - EuroCity spre Luxemburg, Franța via Metz, Strasbourg, Mulhouse și Elveția : Basel, Zürich, Berna
  - trenuri InterCity spre Amsterdam, Maastricht și Luxemburg.
  - CityNightLine spre Berlin, Hamburg și Moscova
- Trenuri naționale :
  - trenuri Intercity (IC): spre principalele orașe belgiene
  - trenuri Interrégion (IR): trenuri de distanțe lungi cu mai multe opriri intermediare
  - trenuri CityRail (CR): trenuri de periferie
  - trenuri L: trenuri omnibus
  - trenuri P: trenuri speciale în orele de vârf